# La Pacana
La Pacana là hõm chảo thời kỳ Thế Trung Tân thuộc vùng Antofagasta thuộc miền bắc Chile. Là một phần của vành đai núi lửa Andes, nó là một phần của phức hợp núi lửa Altiplano-Puna, một hõm chảo lớn và silicic ignimbrite. Vùng núi lửa này nằm ở vùng sâu tại Zapaleri ranh giới của ba quốc gia Chile, Bolivia và Argentina...
La Pacana cùng với các ngọn núi lửa khác trong vùng được hình thành bởi sự hút chìm mảng Nazca bên dưới mảng Nam Mỹ trong trục Peru-Chile. La Pacana nằm trong tầng móng được hình thành bởi các thành tạo Paleozoi khác nhau và các hạt lửa lửa và núi lửa. Một số đứt gãy lớn đã băng qua khu vực tại La Pacana và ảnh hưởng đến hoạt động núi lửa của nó.
La Pacana là một siêu núi lửa và chịu trách nhiệm cho vụ phun trào của Atana ignimbrite khổng lồ, đạt khối lượng 2.451–3.500 kilômét khối (588–840 mi khối) và tạo thành vụ nổ lớn thứ năm được biết đến. Atana ignimbrite được phun trào 3,8 ± 0,1 và 4,2 ± 0,1 triệu năm trước, gần như đồng thời với lượng nhỏ hơn nhiều (180 kilômét khối (43 mi khối)) Toconao ignimbrite. Pucya ignimbrite đã được La Pacana phun trào trước khi những Atana / Toconao ignimbrite, và sau đó là Filo Delgado và Pampa Chamaca / Talabre ignimbrites.

## Địa lý và cấu trúc
La Pacana nằm trong vùng Antofagasta của Chile, ở Andes phía bắc của chí tuyến Nam. Biên giới giữa Chile và Bolivia vượt qua khu vực phía bắc của miệng núi lửa. Khu vực La Pacana phần lớn không có người ở; các khu định cư nhỏ như Socaire, Talabre và Toconao tồn tại gần Salar de Atacama, nơi các suối chảy xuống các sườn núi đến tận chảo muối. Miệng núi lửa được phát hiện trong các nỗ lực lập bản đồ trong vùng giữa 1980-1985.
La Pacana là một phần của Vùng núi lửa Trung tâm, một trong bốn vùng núi lửa tạo thành vành đai núi lửa Andes và được tách ra khỏi nhau bởi các khoảng trống mà không có hoạt động núi lửa liên tục. Một số núi lửa dạng tầng và ignimbrite hình thành do đã bùng phát ở Vùng núi lửa Trung tâm kể từ thế Trung Tân, khoảng 50 trong số đó được coi là hoạt động. Ngoài ra, Khu Vực Trung tâm gồm có 18 núi lửa nhỏ. Sự phun trào lịch sử lớn nhất của dãy Andes xảy ra vào năm 1600 tại Huaynaputina ở Peru trong Vùng núi lửa Trung tâm, và núi lửa hoạt động mạnh nhất của Vùng núi lửa Trung ương là Láscar ở Chile.
La Pacana có đường kính 60 nhân 35 kilômét (37 mi × 22 mi) với độ dài kéo dài theo hướng bắc-nam. Đây là một trong những miêbgj núi lửa được tiếp xúc và lớn nhất trên thế giới; miệng núi lớn nhất được biết đến là Toba ở Sumatra với chiều dài tối đa là 100 kilômét (62 mi). La Pacana có thể không phải là một hõm chảo đơn, một số tái tạo lại hàm ý rằng phần phía bắc của miệng núi lửa thực sự là một cấu trúc sụp đổ riêng biệt. Nền của miệng núi lửa nằm ở độ cao 4.200–4.500 mét (13.800–14.800 ft), phần nâng trung tâm và viền đá vôi cao hơn và đạt 5.200 mét (17.100 ft). Viền hõm chảo được lộ ra ngoại trừ ở phía bắc và phía tây, nơi mà núi lửa sau đó đã chôn nó. Sau khi hình thành hõm chảo, trầm tích và tuff trong miệng núi lửa đã được nâng lên trên diện tích 350 kilômét vuông (140 dặm vuông Anh), tạo thành mái vòm có độ cao cao 1 kilômét (0,62 mi) (0.62 mi) được biết đến với cái tên Cordón La Pacana. Mái vòm này bị cắt do nhiều đứt gãy. Ban đầu người ta tin rằng rìa của hõm chảo ngày nay không trùng khớp với vết nứt vong hõm chảo, mà đã được xác định để trùng với các lề của mái vòm; tuy nhiên nghiên cứu sau này chỉ ra biên lợi địa hình ngày nay như miệng hõm chảo. Mái vòm được tách ra từ vòn hõm chảo rộng 2–10 kilômét (1,2–6,2 mi) chiếm khoảng hai phần ba toàn bộ bề mặt của miệng hõm chảo, nhưng bị gián đoạn ở phía bắc của miệng núi lửa bởi "bản lề" của sự sụp đổ của hõm chảo, giả sử là hình dạng của một cái bẫy. Các hào được chứa đầy bởi các trầm tích hình thành do xói mòn và bồi tích, evaporit và hồ chứa để lại phía sau bởi các hồ.

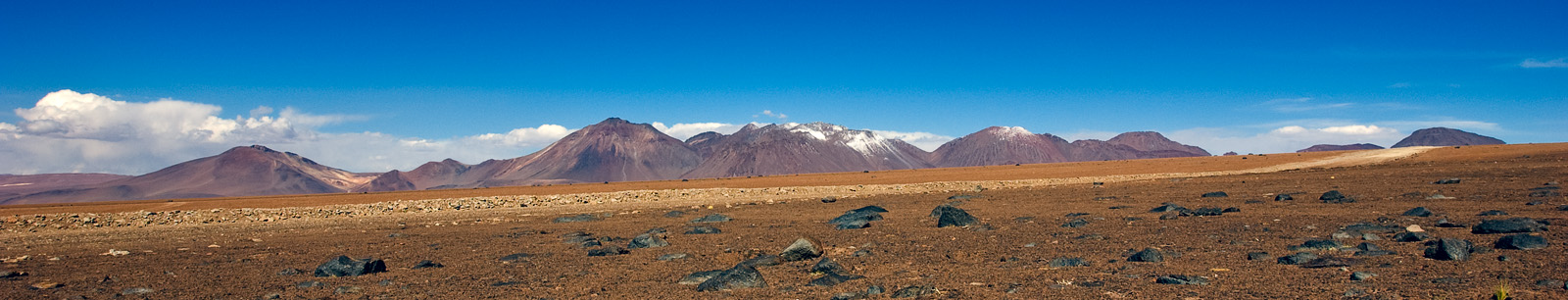
Nhóm núi lửa Guayaque

Sự sụp đổ của hõm chảo cắt qua các trung tâm núi lửa lâu đời hơn, để lộ các trầm tích Ceja Alta và Quilapana. Các trung tâm núi lửa khác được lộ ra trong các lớp vỏ của miệng núi lửa là Cerro Aguas Calientes ở phía đông lớp vỏ và Cerro Gigantes ở phía tây lớp vỏ. Hoạt động núi lửa đã được khôi phục lại trong vương quốc và ở cạnh của mái vòm hồi sinh, tạo thành vòm nham thạch từ giữa 4,1 đến 1,6 triệu năm. Những trung tâm núi lửa này bao gồm miệng núi lửa Corral de Coquena và vòm nham của Morro Negro phía đông, Cerro Bola và Purifican phía tây và Cerros de Guayaques phía bắc mái vòm hồi sinh. Các vòm nham thạch Arenoso, Chamaca và Chivato Muerto ở phía nam của miệng núi lửa được coi là pre-caldera; sau đó ba vòm này được xác định là vòm post-caldera. Các núi lửa dạng tầng bên trong hõm chảo bao gồm các hình nón kết hợp với các vòm nham thạch Cerros de Guayaques và các núi lửa Cerro Incaguasi, Cerros de Pili, Cerros Negros và Huailitas.
Một số suối nước nóng còn tồn tại trong hõm chảo có thể chỉ ra rằng vẫn có một hệ thống địa nhiệt liên quan đến La Pacana, mặc dù không phải là một điều rất quan trọng khi xem xét nhiệt độ thấp của chúng (dưới 25 °C (77 °F)).. Một số hồ như Laguna de Chivato Muerto, Laguna Trinchera và Ojos del Rió Salado, cũng như các chảo muối như Salar de Aguas Calientes Norte, Salar de Aguas Calientes Sur, Salar de Pujsa và Salar de Quisquiro đã phát triển trong hào. Các dòng suối như Río de Pili và Río Salado hoàn thành thủy văn của hõm chảo.
Thăm dò trọng lực đã được tiến hành ở La Pacana. Một dị thường tiêu cực lớn (dị thường với lớp vỏ khối lượng ít hơn kỳ vọng) trùng với bề mặt của hõm chảo La Pacana và trải dài qua biên giới của nó; nó có thể là hậu quả của hõm chảo được tạo thành bằng vật liệu mật độ thấp. Các dị thường tích cực (dị thường có khối lượng nhiều hơn mong đợi trong lớp vỏ) được tìm thấy trong các khu vực xung quanh miệng hõm chảo và rải rác bên trong nó; trước đây là tầng hầm dày đặc và sau này có thể là sự xâm nhập liên quan đến lỗ thông khí riêng lẻ.

## Địa chất học
Ở rãnh Peru-Chile, mảng Nazca di chuyển xuống dưới mảng Nam Mỹ với tốc độ 7–9 xentimét trên năm (2,8–3,5 in/năm), dẫn đến hoạt động núi lửa ở khoảng cách 130–160 km (81-99 dặm) từ rãnh.
Nghiên cứu chỉ ra rằng sự hút chìm đã được bắt đầu từ kỷ Jura 200 triệu năm trước nhưng đã được đẩy nhanh 26 triệu năm trước. Sau một giai đoạn phun trào núi lửa andesit kéo dài từ cuối phân đại Đệ Tam đến thế Trung Tân, vụ phun trào núi lửa có tính chất quy mô lớn bắt đầu từ 23 triệu năm trước và vẫn đang tiếp diễn. Nó bắt đầu ở phía bắc của vĩ độ 21 ° N với sự hình thành Oxaya từ 23-18 triệu năm tuổi và hình thành Altos de Pica 15-17 triệu năm tuổi. Sau đó các nhóm San Bartolo và Silapeti được tạo ra, kết thúc ở Thế Canh Tân. Hoạt động núi lửa ở La Pacana gần đây hơn so với các nơi khác trong khu vực, với những tảng đá núi lửa lâu đời nhất ở La Pacana nằm trong khoảng từ 11 đến 7,5 triệu năm tuổi. Hoạt động ignimbritic quy mô lớn vẫn tiếp tục cho đến 2 triệu năm trước.

### Khu vực
Vùng Andes trung tâm là nơi xảy ra các vụ nổ lớn đã được phun trào từ những miệng núi lửa lớn thường nằm trong vùng Altiplano liền kề, phía đông của đường cung núi lửa chính. Nhiều trong số những hõm chảo này là một phần của phức hợp núi lửa Altiplano-Puna, một phức hợp núi lửa lớn có diện tích bề mặt 70.000 kilômét vuông (27.000 dặm vuông Anh) với khoảng 30.000 kilômét khối (7.200 mi khối) của các hạt ignimbrites. La Pacana là hõm chảo lớn nhất của phức hợp núi lửa Altiplano-Puna. Ignimbrit tạo thành một bề mặt nằm ở độ cao trung bình 4.000 mét (13.000 ft).. Các núi lửa dạng tầng phát triển trên đỉnh của ignimbrit này và ngày nay hình thành biểu hiện rõ nhất về hoạt động núi lửa trong khu vực, với một số chúng vượt quá độ cao 6.000 mét (20.000 ft) so với mực nước biển. Khí hậu khô kéo dài có nghĩa là các dấu vết của hoạt động núi lửa có thể được nhận ra qua thời gian dài.
Khu phức hợp núi lửa Altiplano-Puna được củng cố bởi một sự dị thường sóng địa chấn lớn ở độ sâu 20 kilômét (12 mi), có thể là cấu trúc lớn nhất gồm đá gần nóng chảy (10-20%) trên trái đất. Vùng tan chảy từng phần được hình thành bằng cách tiêm các mắc ma mafic vào lớp vỏ dưới; một đợt lớn đảo lộn trước 10,6 triệu năm trước đã tạo ra lớp vỏ anatexis và bắt đầu sự hình thành núi lửa lửa ignimbritic. Các mắc ma hình thành trong vùng nóng chảy này đã tăng lên lớp vỏ trên và phân biệt giữa độ sâu 8–4 kilômét (5,0–2,5 mi) để hình thành mắc ma thứ cấp hình thành từ ignimbrit. Hiện tại, suy luận ban đầu của khu vực nóng chảy một phần này khá trùng hợp với sự dị thường về thăm dò trọng lực tiêu cực xung quanh ba vị trí giữa Argentina, Bolivia và Chile và với phạm vi của phức hợp núi lửa Altiplano-Puna.
Móng của La Pacana được hình thành bởi các trầm tích từ kỷ Ordovic, Devon-Permian quartzit, sự hình thành hệ địa chất Salta cũng từ kỷ Permi và trầm tích của kỷ Creta-Tertiary. Ở rìa phía đông của La Pacana ở Argentina, nó che phủ một tầng hầm thời kỳ Tiền Cambri. Phần lớn tầng hầm ban đầu này được bao phủ bởi ignimbrit thế Miocen từ các trung tâm có thể trùng với hõm chảo La Pacana. Hai trong số những ignimbrit lớn tuổi này được biết đến với cái tên Pampa Múcar và Antigua Chacaliri ignimbrit.
La Pacana cùng với những hõm chảo Cerro Guacha và Purico Complex tạo thành Khu phức hợp La Pacana. Guacha trải qua hai vụ phun trào lớn, trong đó một vụ phun trào đã xảy ra cách đây 4,1 triệu năm. Khu phức hợp Purico bắt đầu phun trào cách đây 1,3 triệu năm; đây là trung tâm trẻ nhất của Khu phức hợp La Pacana với những vụ phun trào nhỏ nhất xảy ra trong thế Toàn Tân. Các trung tâm núi lửa khác ở phía tây và tây nam của La Pacana là Acamarachi, Láscar, Colachi và Cordón de Puntas Negras.
Một số đứt gãy xuyên qua khu vực tại La Pacana, bao gồm đường phân cách Miscanti Bắc-Nam và các tuyến Socompa và Quisiquiro. Những tuyến hoặc đứt gãy này đã ảnh hưởng đến núi lửa và địa mạo trong khu vực, với các ngọn núi lửa và lỗ thông hơi dọc theo những tuyến này.

### Thành phần
Toconao và Atana ignimbrit được hình thành bởi rhyolit và dacit-rhyodacit. Chúng tạo thành một bộ giàu calci-kiềm có kali. Cả hai đều có chứa đá bọt, ba loại khác nhau được tìm thấy trong Atana ignimbrite. Phenocrysts trong chất ignimbrit chủ yếu được hình thành bởi plagioclase.
Cả Atana lẫn Toconao ignimbrit bao gồm các khoáng chất như allanit, apatit, biotit, epidot, hornblend, ilmenit, magnetit, monazit, pyroxen, plagioclase, thạch anh, sanidin, titanit và zircon. Không phải tất cả các khoáng chất này đều được tìm thấy trong cả hai loại ignimbrite, và không phải luôn luôn trong cùng một pha (tinh thể hoặc ma trận).
Cuối cùng, các mắc ma ở La Pacana là các sản phẩm của các lớp phủ tan chảy, tương tác với các vùng vỏ khác nhau sâu trong lớp vỏ, trong vùng bị nóng chảy một phần đã được tìm thấy ở độ sâu 20 kilômét (12 mi) dưới phức hợp núi lửa Altiplano-Puna.
Nhiều máy đo địa nhiệt cho thấy rằng Toconao ignimbrit lạnh hơn so với Atana ignimbrit; nhiệt độ đã được ước tính là 730–750 °C (1.350–1.380 °F) và 750–790 °C (1.380–1.450 °F) tương ứng. Trong khi chiều sâu mà Toconao ignimbrit hình thành không rõ, Atana ignimbrite hình thành ở độ sâu 7–8,5 kilômét (4,3–5,3 mi). Độ sâu đào tạo này tương đương với độ sâu ước tính của các hệ thống mắc ma khác như Fish Canyon, Long Valley và Yellowstone.

## Khí hậu và sinh vật
Bản ghi thời tiết có sẵn cho Salar de Aguas Calientes. Ở đó, đã có ghi nhiệt độ trung bình 1 °C (34 °F) và lượng mưa trung bình 150 mm/năm.
Có ít thảm thực vật ở Altiplano khô. Tuy nhiên, một số loài động vật được tìm thấy, như nấm viscacha, đà điểu Nam Mỹ, lạc đà Vicuña. Vịt, ngỗng và hồng hạc thường xuyên có ở các vùng nước và đầm.

## Lịch sử phun trào
La Pacana đã phun ra hai ignimbrit khác nhau trong thành phần và được xuất hiện cách nhau không lâu: Atana ignabrit dacitic và chất  Toconao ignimbrit rhyolitic. Atana ignimbrit đã từng được coi là một phần của Guaitiquina ignimbrit, sau đó đã được tách ra, trong khi Puripicar ignimbrit có thể tương quan với Atana. Ngoài ra, phun trào ignimbrit của La Pacana bộc phát ban đầu được cho là Cerro Guacha. Các ignimbrit bắt nguồn từ những phần khác nhau của cùng một lò magma và nguồn gốc của chúng trong khu vực hõm chảo La Pacana được thiết lập bởi các tỷ số đồng vị của đá và sự phân bố địa lý của chúng.
Trước sự phun trào của Toconao và Atana ignimbrit, hoạt động sớm đã tạo ra Pucya ignimbrit giữa 5,8 ± 0,1 và 5,7 ± 0,4 triệu năm trước và một số núi lửa dạng tầng và porphyri được cắt bởi các tường của hõm chảo. Pujsa ignimbrit giống như Atana ignimbrit và giống như Toconao ignimbrit là chủ yếu xuất hiện ở phía tây của hõm chảo.